# 돌마바흐체 궁전
돌마바흐체 궁전(튀르키예어: Dolmabahçe Sarayı)은 튀르키예 이스탄불에 있는 오스만 제국 궁전이다.
화려한 석조 건축물로 세워진 이 궁전은 원래 목조 건물이었으나 1814년 대화재로 대부분 불타고 31대 술탄 압둘마지드 1세가 1856년에 재건했다. 1843년에 착공해서 1859년에 완공했으며 베르사유 궁전을 모델로 했다. 유럽에서 보낸 수많은 현상품과 호화롭게 꾸며진 사방의 벽들을 보면 당시 생활을 짐작할 수 있다. 오스만 제국 후기 술탄 6명이 일부 사용했다.
세람르크는 술탄이 공무를 보고 각국 대사를 접견하던 장소로 남자만 출입이 가능했다. 하렘은 왕실 가정으로 술탄과 가족이 살았으며 튀르키예 초대 대통령인 무스타파 케말 아타튀르크도 이 곳을 관저로 쓰다가 1938년 11월 10일 오전 9시 5분에 집무실에서 죽었다. 그 때문에 집무실과 침실의 모든 시계는 9시 5분을 가리키고 있다.
국회의 관할이라 뮈제카르트로 입장이 불가능하다. 입장료는 세람르크만 입장할 수 있는 티켓, 하렘만 입장할 수 있는 티켓, 둘 다 입장할 수 있는 티켓이 있으며 국제학생증이 있으면 5리라에 세람르크와 하렘 티켓을 구입할 수 있다. 한국어 오디오 가이드가 제공된다.

## 장식, 설비

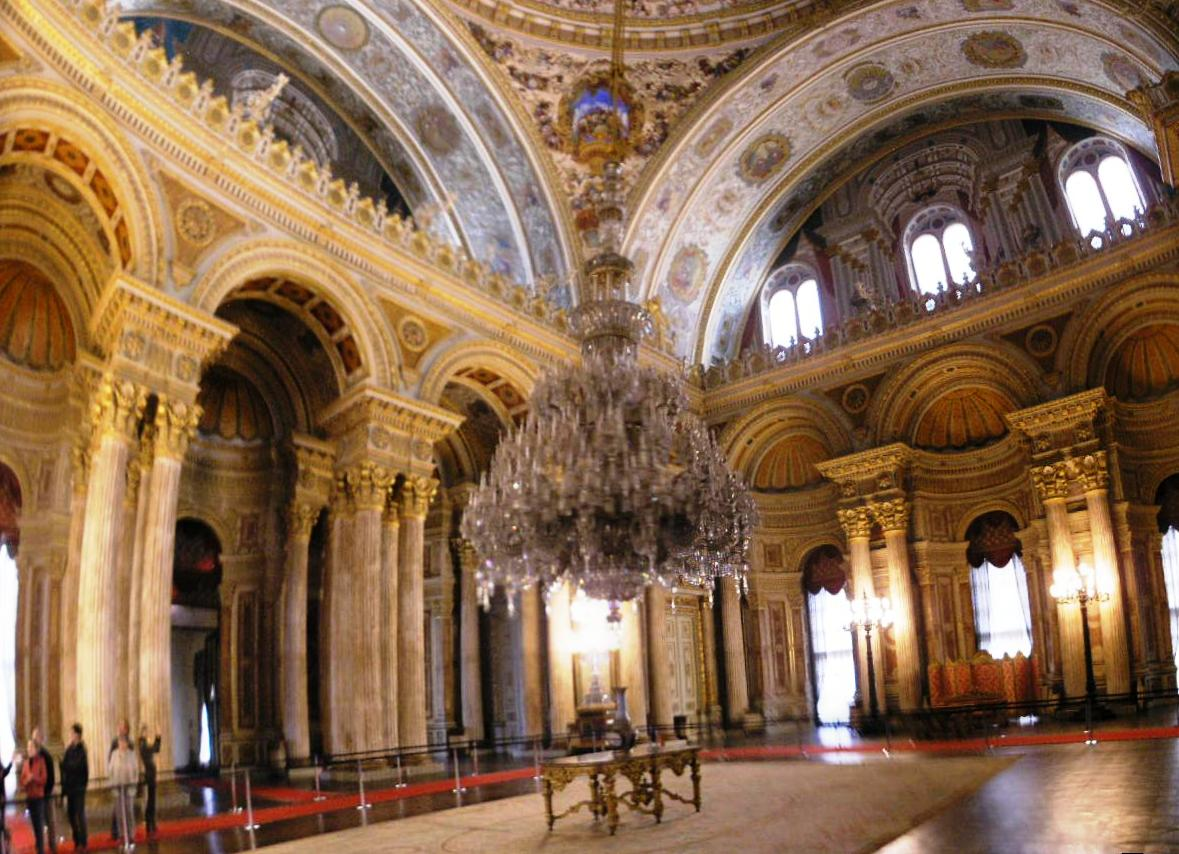
식장의 샹들리에

압둘마지드 1세 이전 술탄의 궁전인 톱카프 궁전에는 이즈니크 타일과 오스만제국 스타일의 조각 장식으로 꾸며져 있다면, 돌마바흐체 궁전은 금과 크리스탈로 장식되어 있다. 천장을 장식하기 위해 14톤의 금이 사용됐다. 세계에서 가장 큰 보헤미안 크리스탈 샹들리에가 식장에 있다. 샹들리에는 대영제국의 빅토리아 여왕이 선물로 줬다고 전해지나, 2006년에 영수증이 발견됨에 따라, 대금을 지불한 것으로 밝혀졌다. 샹들리에의 램프는 750개이며 무게는4.5 톤이다. 돌마바흐체 궁전에는 세계에서 가장 큰 보헤미안 및 바카라 크리스탈 샹들리에 컬렉션이 있다.

## 사진

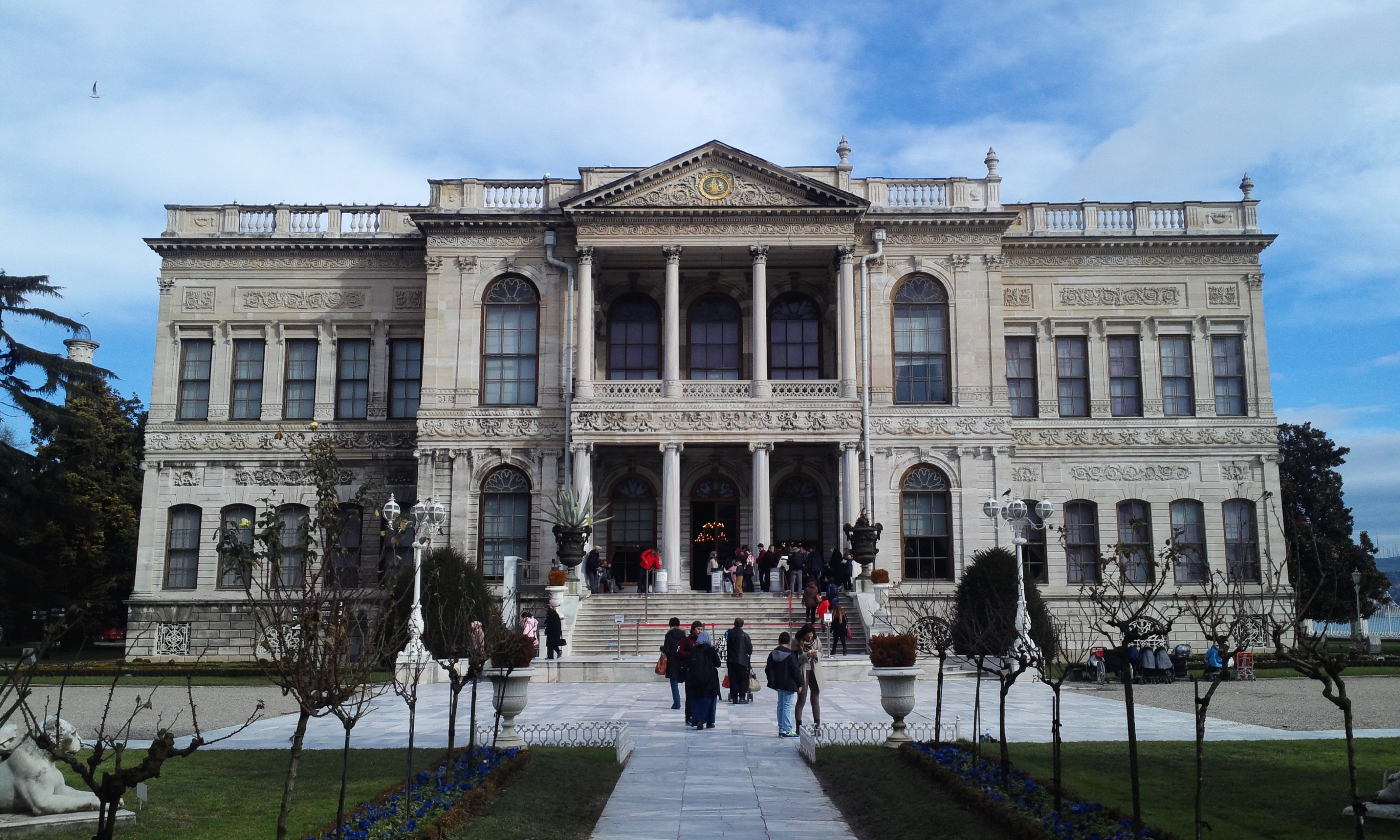
2015년 1월 돌마바흐체 궁전 세람르크
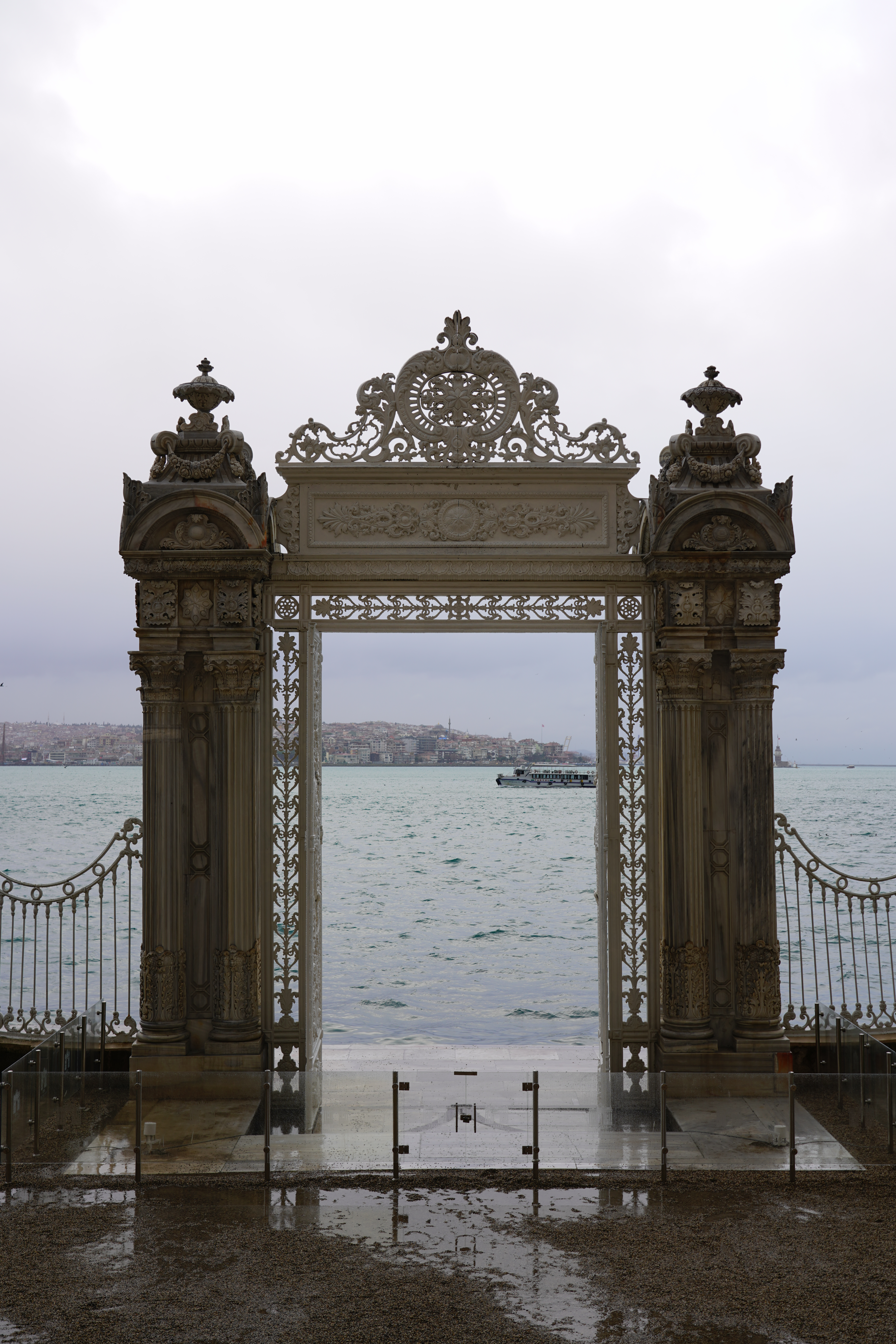
2018년 1월 돌마바흐체 궁전 정박장 문. 술탄이 배를 타기 위한 정박장이었다.

## 참조
1. ↑  다시, 이스탄불 - 돌마바흐체 궁전과 그랜드 바자르 - 경북매일신문
2. ↑  Dolmabahçe Palace, Emporis